# Orthosia venata
Orthosia venata là một loài bướm đêm trong họ Noctuidae.